# Nils Revelius
Nils Gunnar Revelius, född 1 juni 1936 i Karlskrona, död 11 mars 2021 i Stockholm, var en svensk diplomat.

## Biografi
Revelius var son till egendomsmäklaren Edvard Revelius och fotografen Anna Hansson. Han tog fil.mag. i Lund 1959, pol.stud. i Lund 1960–1962 innan han blev attaché vid Utrikesdepartementet (UD) 1963. Revelius var ambassadsekreterare i Paris 1963–1965, Santiago de Chile 1965–1967, Ks vid UD 1968–1970 och ambassadsekreterare i Mexico City 1970–1972. Han var ambassadråd i London 1973–1977, kansliråd vid UD 1977–1979 och ambassadråd i Bern 1979–1983. Revelius var därefter ambassadör i Addis Abeba och Djibouti 1983–1988 samt ambassadör i Nairobi, Bujumbura, Kigali och Kampala 1988–1993. Han var ambassadör i Bukarest 1997–2001.
Revelius var från 1960 till sin död gift med Ulla Källman (född 1936).